# Sânnicoară (okręg Bistrița-Năsăud)
Sânnicoară – wieś w Rumunii, w okręgu Bistrița-Năsăud, w gminie Chiochiș. W 2011 roku liczyła 110 mieszkańców.